# 中環公司
中環股份有限公司（英語：CMC Magnetics，簡稱中環、CMC）是臺灣一家光電用品製造商，也是全球最大的光碟片製造商之一，由翁明顯於1978年創立，主力產品為光碟片等電腦儲存媒體。除了製造光碟的本業之外，中環也轉投資於電影、影碟出租店等娛樂相關事業。此外，近年來適逢台股進入多頭時期，中環轉投資台股市場的資本額甚至高過其本業，也因為其投資策略偏重於短進短出，標的主要為航運及電子類股，處分時不免造成價差損失，也因此而被少數台灣媒體封為巨型韭菜。

## 旗下事業
- 亞藝影音
- 中環娛樂
- 得利影視
- 中贏國際投資
- 威秀影城
- 威寶公司

## 歷史概要
- 1978年 - 中環股份有限公司成立，於台北縣新莊市工場製造磁帶媒體。
- 1991年 - 桃園工場設立，專門生產錄影帶。同時着手研發CD-R光碟媒體。
- 1992年 - 新店工場設立，專門生產軟碟。
- 1995年 - 成立影帶發行部門得利影視，並於1998年在香港設立分部（已於2019年結束）。
- 1996年12月 - 成功研發CD-R媒體，並將之量產化。
- 1997年 - 成立影視製作及投資部門中環娛樂及電影發行部門中藝國際影視。
- 1998年 - 與三菱化學媒體合作，受託生產CD-R光碟。
- 1999年 - 成功生產DVD-R 1.0標準的3.95GB光碟。
- 2000年11月 - 與富士通合資成立富晶通科技，開發和生產觸控版裝置。
- 2001年 - 成功生產DVD-RAM及DVD-R 2.0標準的4.7GB光碟。
- 2002年 - 開始生產DVD-RW和DVD+RW光碟。
- 2003年 - 開始生產DVD+R光碟。
- 2004年 - 開始生產DVD+R DL 8.5GB光碟。
- 2005年 - 開始生產HD DVD-R 15GB光碟。
- 2006年 - 開始生產BD-R 25GB及HD DVD-RW 15GB光碟。
- 2010年 - 開始生產BD-R DL 50GB光碟。
- 2015年9月21日 - 取得太陽誘電的技術專利及生產權，以其MID及物料開始生產光碟媒體。
- 2019年

6月14日 - 宣佈透過EMC Investment Holding，以3200萬美元作價收購三菱化學媒體子公司威寶。於2020年正式完成收購程序。
7月29日 - 於日本設立子公司EMC Japan。
- 2020年1月6日 - EMC Japan更名為Verbatim Japan株式會社。

## 外部連結
- （繁體中文）（英文） CMC 中環集團
- （英文） CMC Magnetics Corporation（页面存档备份，存于）